# Ministeri d'Indústria, Turisme i Comerç

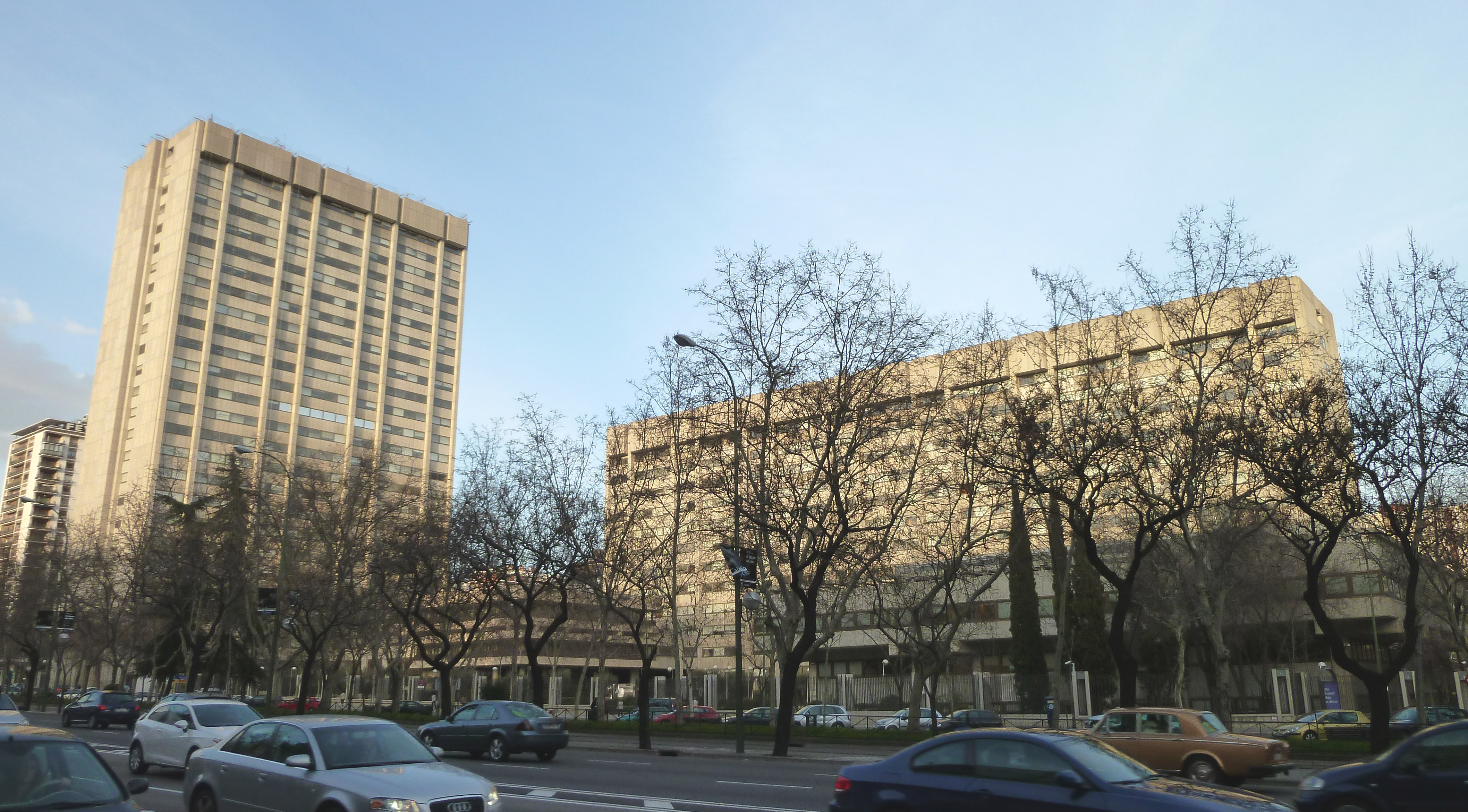
Seu del Ministeri d'Indústria, Turisme i Comerç, a Madrid.

El Ministeri d'Indústria, Turisme i Comerç (MITYC) és un dels departaments ministerials en els quals es divideix el govern d'Espanya.
L'actual ministre titular d'aquest departament és Jordi Hereu i Boher.

## Funcions
Les competències d'aquest ministeri han variat molt al llarg del temps, fins a l'any 2000 agrupava les competències industrials i energètiques sota el nom de Ministeri d'Indústria i Energia. Aquell any, però, es creà el Ministeri de Ciència i Tecnologia que va assumir la major part de les seves competències. Amb el canvi de govern l'any 2004 es va tornar a crear el Ministeri d'Indústria assumint les competències de comerç i turisme, que pertanyien anteriorment al Ministeri d'Economia i que fins i tot en alguns períodes van constituir un ministeri independent. Les competències d'energia les assumeix actualment el Ministeri de Foment.

## Estructura
S'estructura en els següents òrgans superiors:
- Secretaria d'Estat de Comerç.
- Direcció general de Comerç Internacional i Inversions
- Direcció general de Política Comercial i Competitivitat
- Secretaria d'Estat de Turisme.
- Secretaria General d'Indústria i de la Petita i Mitjana Empresa
- Direcció general d'Indústria i de la Petita i Mitjana Empresa
- Subsecretaria d'Indústria, Comerç i Turisme

Com a òrgan d'assistència immediata a la persona titular del Ministeri d'Indústria, Comerç i Turisme, existeix un Gabinet.

## Llista de ministres d'Indústria, Turisme i Comerç d'Espanya
| Legislatura             | Inici                  | Finalització           | Nom                           | Partit |
| ----------------------- | ---------------------- | ---------------------- | ----------------------------- | ------ |
| Constituent (1977-1979) | 4 de juliol de 1977    | 28 de febrer de 1978   | Alberto Oliart Saussol        | UCD    |
| Constituent (1977-1979) | 28 de febrer de 1978   | 5 d'abril de 1979      | Agustín Rodríguez Sahagún     | UCD    |
| I (1979-1982)           | 6 d'abril de 1979      | 3 de maig de 1980      | Carlos Bustelo                | UCD    |
| I (1979-1982)           | 2 de desembre de 1981  | 2 de desembre de 1982  | Ignacio Bayón Mariné          | UCD    |
| II (1982-1986)          | 3 de desembre de 1982  | 5 de juliol de 1985    | Carlos Solchaga Catalán       | PSOE   |
| II (1982-1986)          | 5 de juliol de 1985    | 25 de juliol de 1986   | Joan Majó Cruzate             | PSOE   |
| III (1986-1989)         | 26 de juliol de 1986   | 12 de juliol de 1988   | Luis Carlos Croissier Batista | PSOE   |
| III (1986-1989)         | 12 de juliol de 1988   | 6 de desembre de 1989  | José Claudio Aranzadi         | PSOE   |
| IV (1989-1993)          | 7 de desembre de 1989  | 12 de juliol de 1993   | José Claudio Aranzadi         | PSOE   |
| V (1993-1996)           | 13 de juliol de 1993   | 5 de maig de 1996      | Juan Manuel Eguiagaray        | PSOE   |
| VI (1996-2000)          | 6 de maig de 1996      | 27 d'abril de 2000     | Josep Piqué i Camps           | PP     |
| VII (2000-2004) (1)     | 28 d'abril de 2000     | 10 de juliol de 2002   | Anna Birulés                  | PP     |
| VII (2000-2004) (1)     | 10 de juliol de 2002   | 4 de setembre de 2003  | Josep Piqué i Camps           | PP     |
| VII (2000-2004) (1)     | 4 de setembre de 2003  | 17 d'abril de 2004     | Juan Costa Climent            | PP     |
| VIII (2004-2008)        | 18 d'abril de 2004     | 8 de setembre de 2006  | José Montilla Aguilera        | PSOE   |
| VIII (2004-2008)        | 8 de setembre de 2006  | 14 d'abril de 2008     | Joan Clos i Matheu            | PSOE   |
| IX (2008-2011)          | 14 d'abril de 2008     | 22 de desembre de 2011 | Miguel Sebastián Gascón       | PSOE   |
| X (2011-2015)           | 22 de desembre de 2011 | 15 d'abril de 2016     | José Manuel Soria (2)         | PP     |
| X (2011-2015)           | 15 d'abril de 2016     | 7 de març de 2018      | Luis de Guindos Jurado        | PP     |
| X (2011-2015)           | 7 de març de 2018      | 7 de juny de 2018      | Román Escolano Olivares       | PP     |
| XI (2008-2011)          | 7 de juny de 2018      | en el càrrec           | Reyes Maroto Illera           | PSOE   |

(1) durant la VII legislatura (2000-2004) el Ministeri d'Indústria no va existir com a tal, sent anomenat Ministeri de Ciència i Tecnologia.
(2) durant la X legislatura (2011-2015), el Ministeri s'anomenà "Indústria, Energia i Turisme"